# كبريت (أصفهان)
كبريت هي قرية في مقاطعة أصفهان، إيران. يقدر عدد سكانها بـ 467 نسمة بحسب إحصاء 2016.